# Cục Lâm nghiệp (Việt Nam)
Cục Lâm nghiệp là cơ quan trực thuộc Bộ Nông nghiệp và Phát triển nông thôn, thực hiện chức năng tham mưu, giúp Bộ trưởng Bộ Nông nghiệp và Phát triển nông thôn quản lý nhà nước và tổ chức thực thi pháp luật về lâm nghiệp trong phạm vi cả nước; tổ chức thực hiện các hoạt động dịch vụ công thuộc phạm vi quản lý nhà nước của Tổng cục theo quy định của pháp luật.
Chức năng, nhiệm vụ, quyền hạn và cơ cấu tổ chức của Cục Lâm nghiệp được quy định tại Quyết định số 1589/QĐ-BNN-TCCB ngày 19 tháng 4 năm 2023 của Bộ trưởng Bộ Nông nghiệp và Phát triển nông thôn.

## Lịch sử phát triển ngành lâm nghiệp Việt Nam
- Xem chi tiết: Lâm nghiệp Việt Nam 75 năm hình thành và phát triển (1945 - 2020) Lưu trữ ngày 29 tháng 1 năm 2022 tại Wayback Machine, Lịch sử ngành Lâm nghiệp Việt Nam

Ngày 14 tháng 11 năm 1945, thành lập Bộ Canh nông. Bộ là cơ quan quản lý ngành Lâm chính của nước ta trong suốt thời kỳ kháng chiến – kiến quốc.
Đầu tháng 2 năm 1955, đổi tên Bộ Canh nông thành Bộ Nông lâm. Chịu trách nhiệm quản lý thêm lĩnh vực lâm nghiệp. Cùng năm đổi tên Vụ Thủy lâm thuộc Bộ thành Vụ Lâm nghiệp.
Đầu năm 1956, thành lập Sở quốc doanh Lâm khẩu trực thuộc Bộ Nông lâm.
Ngày 20 tháng 10 năm 1958, Bộ Nông lâm đã ban hành Nghị định số 535/NĐ thành lập Cục Lâm nghiệp trực thuộc Bộ Nông lâm trên cơ sở hợp nhất Sở Quốc doanh lâm khẩu và Vụ Lâm nghiệp.
Ngày 28 tháng 11 năm 1959, Chủ tịch Hồ Chí Minh ra ra pháp lệnh trồng rừng trong cả nước (đến năm 1995 Thủ tướng Chính phủ ký Quyết định 380/TTG lấy ngày 28 tháng 11 hàng năm làm Ngày Lâm nghiệp Việt Nam).
Cuối tháng 4 năm 1960, tách Bộ Nông lâm thành 4 tổ chức: Bộ Nông nghiệp, Bộ Nông trường, Tổng cục Thủy sản, Tổng cục Lâm nghiệp.
Ngày 28 tháng 4 năm 1960, Tổng cục Lâm nghiệp được thành lập, là cơ quan trực thuộc Hội đồng Chính phủ.
Ngày 21 tháng 5 năm 1973, Lực lượng Kiểm lâm Việt Nam được thành lập trên cơ sở lực lượng tuần tra bảo vệ rừng trực thuộc Bộ Lâm nghiệp (nay là Tổng cục Lâm nghiệp). Kiểm lâm là cơ quan hành chính nhà nước, là lực lượng chuyên trách và thừa hành pháp luật trong quản lý và bảo vệ rừng; phòng cháy, chữa cháy rừng.
Sau ngày 30 tháng 4 năm 1975, ngành lâm nghiệp tồn tại 3 cơ quan quản lý lâm nghiệp với quan hệ trực thuộc khác nhau:
1. Tổng cục Lâm nghiệp ở Hà Nội, là cơ quan trực thuộc Chính phủ Việt Nam Dân chủ Cộng hòa.
2. Ban Lâm nghiệp Trung Trung Bộ ở Thành phố Đà Nẵng, trực thuộc Ủy Ban nhân dân Cách mạng Trung Trung Bộ.
3. Tổng cục Lâm nghiệp miền Nam ở Sài Gòn trực thuộc Chính phủ Cách mạng lâm thời miền Nam Việt Nam.

Năm 1976: thành lập Bộ Lâm nghiệp. Toàn bộ cơ cấu tổ chức thuộc Tổng cục Lâm nghiệp ở miền Bắc, Ban Lâm nghiệp Trung Trung Bộ, Tổng cục Lâm nghiệp ở miền Nam đều đặt dưới sự quản lý thống nhất của Bộ Lâm nghiệp.
Ngày 3 – 28 tháng 10 năm 1995, tại kỳ họp thứ 8 Quốc hội khóa IX thông qua Nghị quyết về việc thành lập Bộ Nông nghiệp và Phát triển nông thông trên cơ sở hợp nhất 3 Bộ: Bộ Lâm nghiệp, Bộ Nông nghiệp và Công nghiệp thực phẩm và Bộ Thủy lợi.
Ngày 31 tháng 7 năm 2007, Kỳ họp thứ nhất, Quốc hội khóa XII đã Quyết định hợp nhất Bộ Thủy sản vào Bộ Nông nghiệp và Phát triển nông thôn.
Ngày 10 tháng 9 năm 2009, Chính phủ ban hành Nghị định 75/2009/NĐ-CP về việc sử đổi Điều 3 Nghị định số 01/2008/NĐ-CP ngày 3 tháng 1 năm 2008 của Chính phủ quy định về chức năng, nhiệm vụ, quyền hạn và cơ cấu tổ chức của Bộ Nông nghiệp và Phát triển nông thôn. Tổng cục Lâm nghiệp là tổ chức trực thuộc về thực hiện chức năng quản lý nhà nước.
Năm 2010, Tổng cục Lâm nghiệp được thành lập theo Quyết định 04/2010/QĐ-TTg ngày 25 tháng 1 năm 2010 của Thủ tướng Chính phủ (trực thuộc Bộ Nông nghiệp và Phát triển nông thôn).
Năm 2023, Tổng cục Lâm nghiệp chia tách thành Cục Lâm nghiệp và Cục Kiểm lâm.

## Nhiệm vụ và quyền hạn
Theo Điều 2, Quyết định số 1589/QĐ-BNN-TCCB ngày 19 tháng 4 năm 2023 của Bộ trưởng Bộ Nông nghiệp và Phát triển nông thôn, Cục Lâm nghiệp có các nhiệm vụ, quyền hạn chính trong các lĩnh vực:
1. Quản lý rừng.
2. Bảo tồn thiên nhiên và đa dạng sinh học trong các hệ sinh thái rừng.
3. Phát triển rừng.
4. Quản lý giống cây trồng lâm nghiệp.
5. Sử dụng rừng.
6. Chế biến và thương mại lâm sản.
7. Tổ chức sản xuất lâm nghiệp.
8. Môi trường và biến đổi khí hậu trong lâm nghiệp.

## Lãnh đạo Cục[4]
- Cục trưởng: Trần Quang Bảo
- Phó Cục trưởng:
  1. Triệu Văn Lực
  2. Nguyễn Hồng Hải

## Cơ cấu tổ chức
(Theo Điều 3, Quyết định số 1589/QĐ-BNN-TCCB ngày 19 tháng 4 năm 2023 của Bộ trưởng Bộ Nông nghiệp và Phát triển nông thôn)

### Các đơn vị thực hiện chức năng quản lý nhà nước
- Văn phòng Cục
- Phòng Kế hoạch, Tài chính
- Phòng Khoa học, Công nghệ và Hợp tác quốc tế
- Phòng Pháp chế, Thanh tra
- Phòng Thông tin và Chuyển đổi số
- Phòng Quản lý rừng đặc dụng, phòng hộ
- Phòng Phát triển rừng
- Phòng Sử dụng rừng
- Phòng Tổ chức sản xuất Lâm nghiệp
- Phòng Chế biến và Thương mại lâm sản